# Bảng tổng sắp huy chương Thế vận hội Mùa hè 1976
Bảng tổng sắp huy chương Thế vận hội Mùa hè 1976 là danh sách các Ủy ban Olympic quốc gia xếp thứ hạng dựa trên số huy chương giành được trong Thế vận hội Mùa hè 1976, tổ chức tại Montréal, Québec, Canada từ 17 tháng 7 đến 1 tháng 8 năm 1976. Tổng cộng 6.084 vận động viên từ 92 quốc gia tham dự Đại hội trong 198 nội dung của 23 môn thể thao.
28 nước Châu Phi tẩy chay Thế vận hội này. Quyết định tẩy chay là phản ứng trước sự tham gia của New Zealand, khi đội tuyển rugby của New Zealand vẫn tiếp tục chơi với Nam Phi, quốc gia đã bị cấm tham gia phong trào Olympic do chính sách Apartheid.
42 quốc gia đã giành ít nhất một huy chương tại Thế vận hội 1976, trong khi 50 quốc gia không có huy chương nào. Liên Xô tiếp tục là quốc gia thành công nhất với số huy chương Vàng nhiều nhất (49) và tổng số huy chương nhiều nhất (125). Kì đại hội đánh dấu sự thống trị của Khối phía Đông, khi Liên Xô và các quốc gia vệ tinh chiếm 7 vị trí trong số 10 quốc gia đứng đầu. Thái Lan và Bermuda là hai quốc gia lần đầu tiên giành được huy chương trong lịch sử tham gia Thế vận hội, Bermuda cho đến nay vẫn còn là quốc gia ít dân nhất từng giành được huy chương Olympic. Thế vận hội Montreal là thảm hoạ đối với Canada không chỉ đối với lĩnh vực tài chính; Canada không thể giành nổi tấm huy chương Vàng nào dù là chủ nhà; đây là kết quả tồi tệ nhất của một quốc gia chủ nhà của Thế vận hội.
Nikolai Andrianov của Liên Xô giành tới 7 huy chương (4 Vàng, 2 Bạc, 1 Đồng), ông trở thành vận động viên giành nhiều huy chương nhất trong Thế vận hội Montreal.

## Bảng tổng sắp
Thứ hạng của bảng tổng sắp đầu tiên dựa vào số huy chương Vàng mỗi quốc gia giành được, sau đó đến số huy chương Bạc và cuối cùng là huy chương Đồng. Nếu số huy chương mỗi loại của nhiều quốc gia như nhau, các quốc gia đó sẽ có cùng thứ hạng và xếp danh sách theo thứ tự bảng chữ cái.
| Hạng                | NOC                 | Vàng | Bạc | Đồng | Tổng số |
| ------------------- | ------------------- | ---- | --- | ---- | ------- |
| 1                   | Liên Xô             | 49   | 41  | 35   | 125     |
| 2                   | Đông Đức            | 40   | 25  | 25   | 90      |
| 3                   | Hoa Kỳ              | 34   | 35  | 25   | 94      |
| 4                   | Tây Đức             | 10   | 12  | 17   | 39      |
| 5                   | Nhật Bản            | 9    | 6   | 10   | 25      |
| 6                   | Ba Lan              | 7    | 6   | 13   | 26      |
| 7                   | Bulgaria            | 6    | 9   | 7    | 22      |
| 8                   | Cuba                | 6    | 4   | 3    | 13      |
| 9                   | România             | 4    | 9   | 14   | 27      |
| 10                  | Hungary             | 4    | 5   | 13   | 22      |
| 11                  | Phần Lan            | 4    | 2   | 0    | 6       |
| 12                  | Thụy Điển           | 4    | 1   | 0    | 5       |
| 13                  | Anh Quốc            | 3    | 5   | 5    | 13      |
| 14                  | Ý                   | 2    | 7   | 4    | 13      |
| 15                  | Pháp                | 2    | 3   | 4    | 9       |
| 16                  | Nam Tư              | 2    | 3   | 3    | 8       |
| 17                  | Tiệp Khắc           | 2    | 2   | 4    | 8       |
| 18                  | New Zealand         | 2    | 1   | 1    | 4       |
| 19                  | Hàn Quốc            | 1    | 1   | 4    | 6       |
| 20                  | Thụy Sĩ             | 1    | 1   | 2    | 4       |
| 21                  | Na Uy               | 1    | 1   | 0    | 2       |
| 21                  | Jamaica             | 1    | 1   | 0    | 2       |
| 21                  | CHDCND Triều Tiên   | 1    | 1   | 0    | 2       |
| 24                  | Đan Mạch            | 1    | 0   | 2    | 3       |
| 25                  | México              | 1    | 0   | 1    | 2       |
| 26                  | Trinidad và Tobago  | 1    | 0   | 0    | 1       |
| 27                  | Canada              | 0    | 5   | 6    | 11      |
| 28                  | Bỉ                  | 0    | 3   | 3    | 6       |
| 29                  | Hà Lan              | 0    | 2   | 3    | 5       |
| 30                  | Bồ Đào Nha          | 0    | 2   | 0    | 2       |
| 30                  | Tây Ban Nha         | 0    | 2   | 0    | 2       |
| 32                  | Úc                  | 0    | 1   | 4    | 5       |
| 33                  | Iran                | 0    | 1   | 1    | 2       |
| 34                  | Mông Cổ             | 0    | 1   | 0    | 1       |
| 34                  | Venezuela           | 0    | 1   | 0    | 1       |
| 36                  | Brasil              | 0    | 0   | 2    | 2       |
| 37                  | Bermuda             | 0    | 0   | 1    | 1       |
| 37                  | Áo                  | 0    | 0   | 1    | 1       |
| 37                  | Puerto Rico         | 0    | 0   | 1    | 1       |
| 37                  | Pakistan            | 0    | 0   | 1    | 1       |
| 37                  | Thái Lan            | 0    | 0   | 1    | 1       |
| Tổng số (41 đơn vị) | Tổng số (41 đơn vị) | 198  | 199 | 216  | 613     |